# Ork (jeu vidéo)
Pour les articles homonymes, voir Orque (homonymie).
Ork est un jeu vidéo d'action/plates-formes développé par WJS Design et édité par Psygnosis en 1992 sur Amiga et Atari ST.

## Le jeu
Le scénario d'Ork prend place sur une planète extraterrestre du nom de Cisskei. Le joueur incarne un alien bipède nommé Ku-Kabul qui doit retrouver son chemin au travers de cinq niveaux. Ces niveaux sont une succession d'ennemis à tuer et d'énigmes à résoudre.
Ku-Kabul est armé d'une mitrailleuse et d'un jetpack. Cependant, il faut prendre garde à la consommation de munitions et de carburant avant de ne plus en avoir. On peut trouver des points de recharge à différents endroits.
La musique originale du jeu est composée par Tim Bartlett.

## À noter
Comme le veut la tradition chez Psygnosis, le jeu fait référence à un de ses prédécesseurs. On peut voir dans le troisième niveau des Lemmings tomber d'en haut, marcher sur quelques mètres et se jeter d'une falaise.